# 無動寺 (神戸市)
無動寺（むどうじ）は、兵庫県神戸市北区にある高野山真言宗の寺院。山号は若王山。本尊は大日如来。

## 歴史
当寺は厩戸皇子（聖徳太子）が蘇我馬子と結んで物部守屋を倒そうとした時、鞍作鳥（鞍作止利）に命じて大日如来像や諸尊の像を彫らせて戦勝を祈願したところ、守屋の大軍に勝利することができたという。そこで皇子は七堂伽藍を建立して福寺（普救寺）と名付けたという。これが当寺の創建であるという。
その後、幾度か盛衰の変遷があった。
現在の堂宇は中興開山である眞源阿闍梨が帰省した際に当寺の荒廃ぶりを見て再興を発願し、20数年勧進して宝暦2年（1752年）3月に再建したものである。
明治時代になると神仏分離によって鎮守社の若王子神社が独立し、当寺も廃仏毀釈で一時廃寺となったが、しばらくして若王山地蔵院無動寺として復興された。
1875年（明治8年）には末寺を統合している。

## 境内
- 本堂
- 奥殿
- 不動堂（護摩堂）
- 一願大師像 - 弘法大師空海の像。
- 鐘楼
- 庫裏
- 信徒会館
- 若王子神社（重要文化財） - 祭神：若一王子権現。かつての鎮守社。創建は永仁5年（1297年）に橘長綱によるものであるが、現在残るものは応永5年（1408年）に橘光綱が再建したもの。当寺の境内にあるが現在は独立している。
- 四国八十八箇所石仏群
- 奥の院

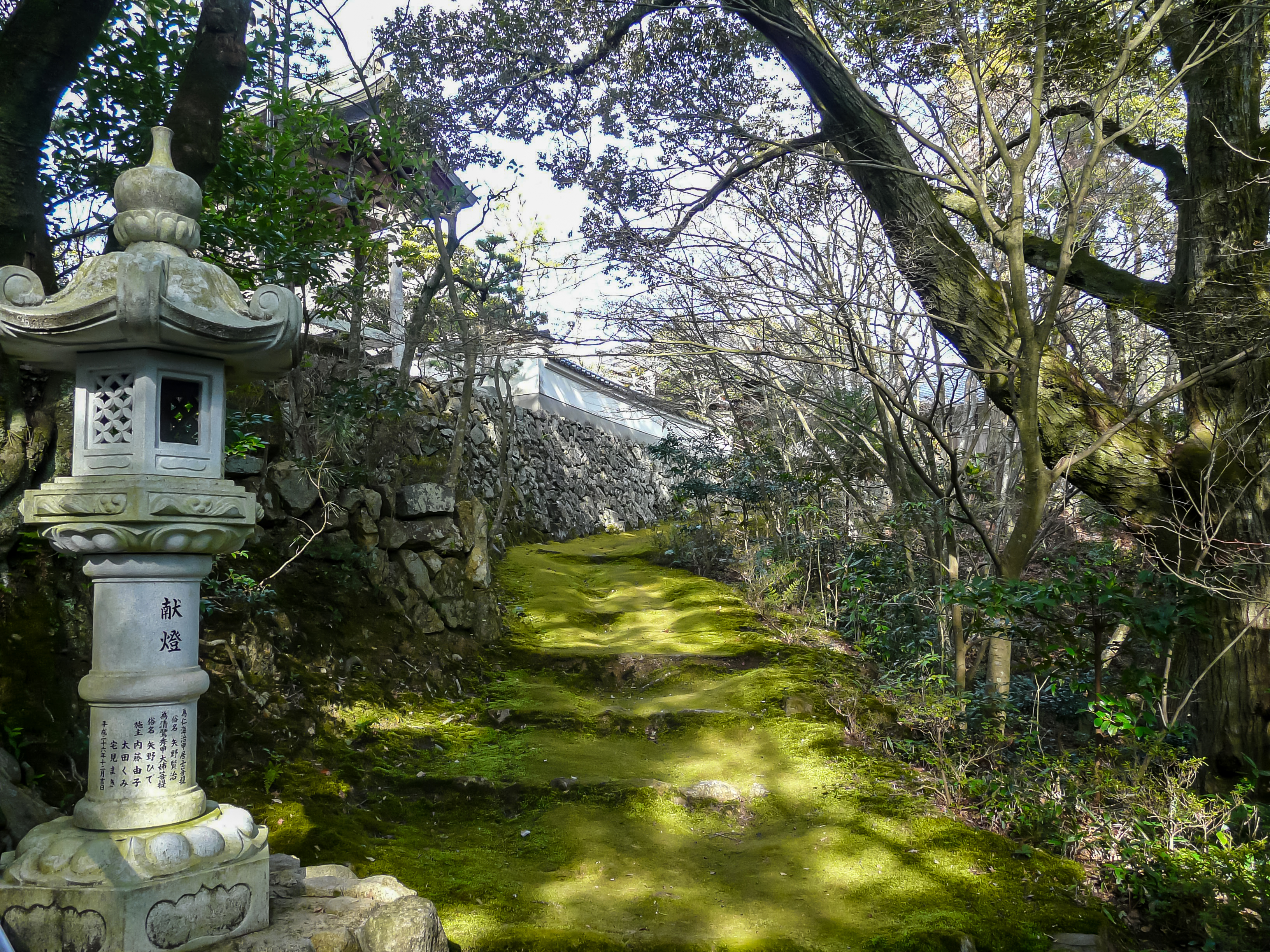
苔むす参道
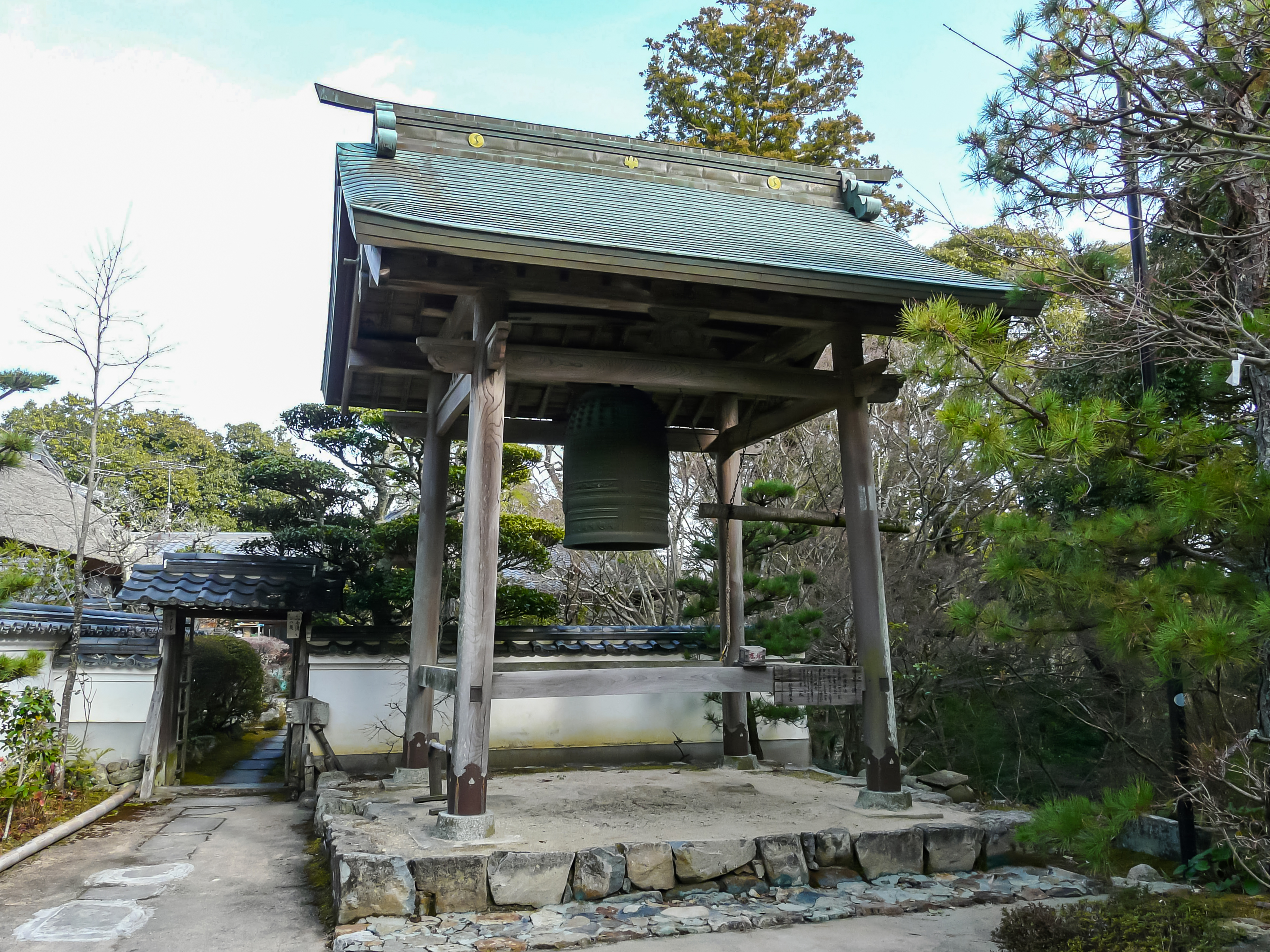
鐘楼堂
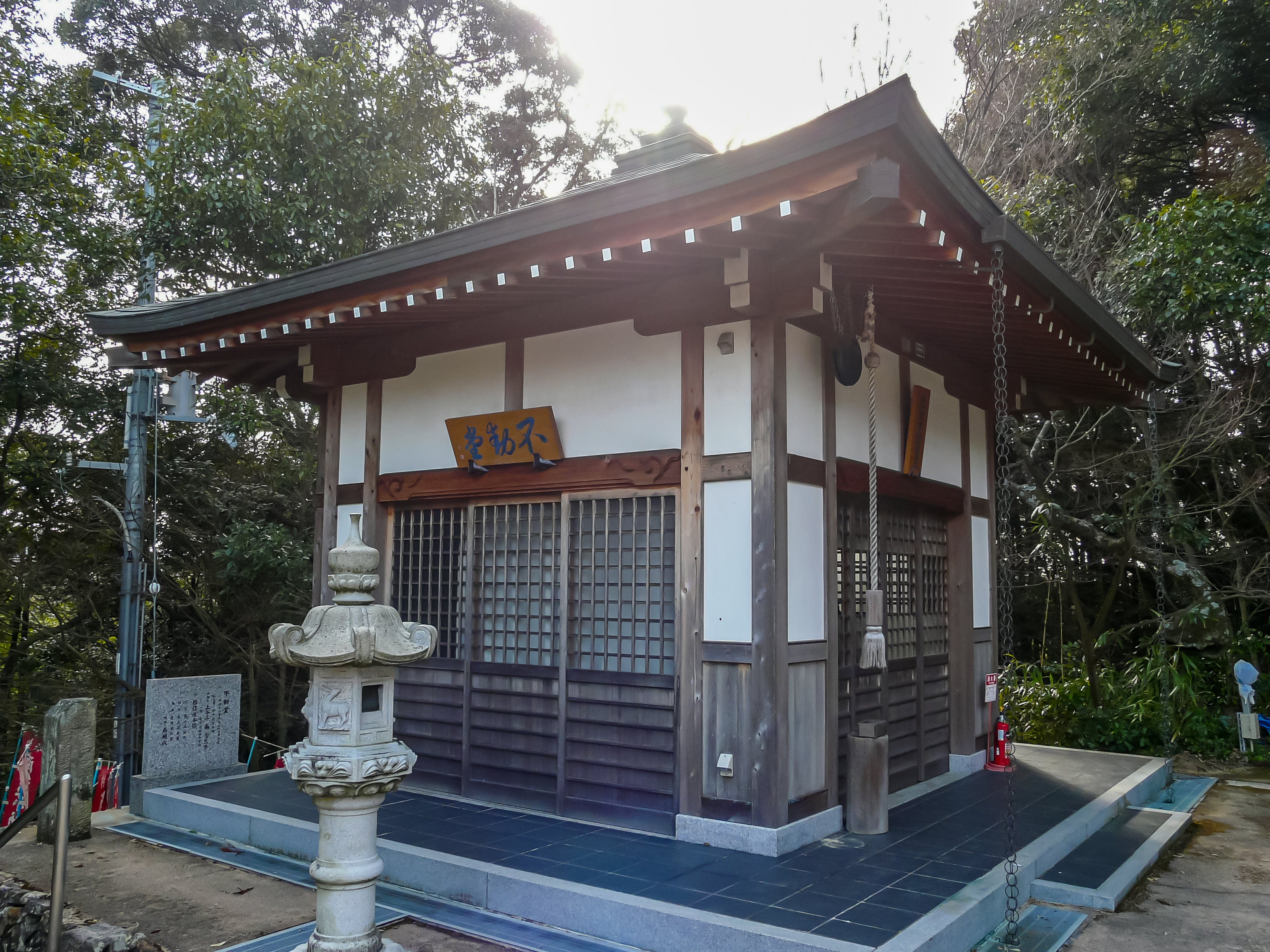
不動堂（護摩堂）
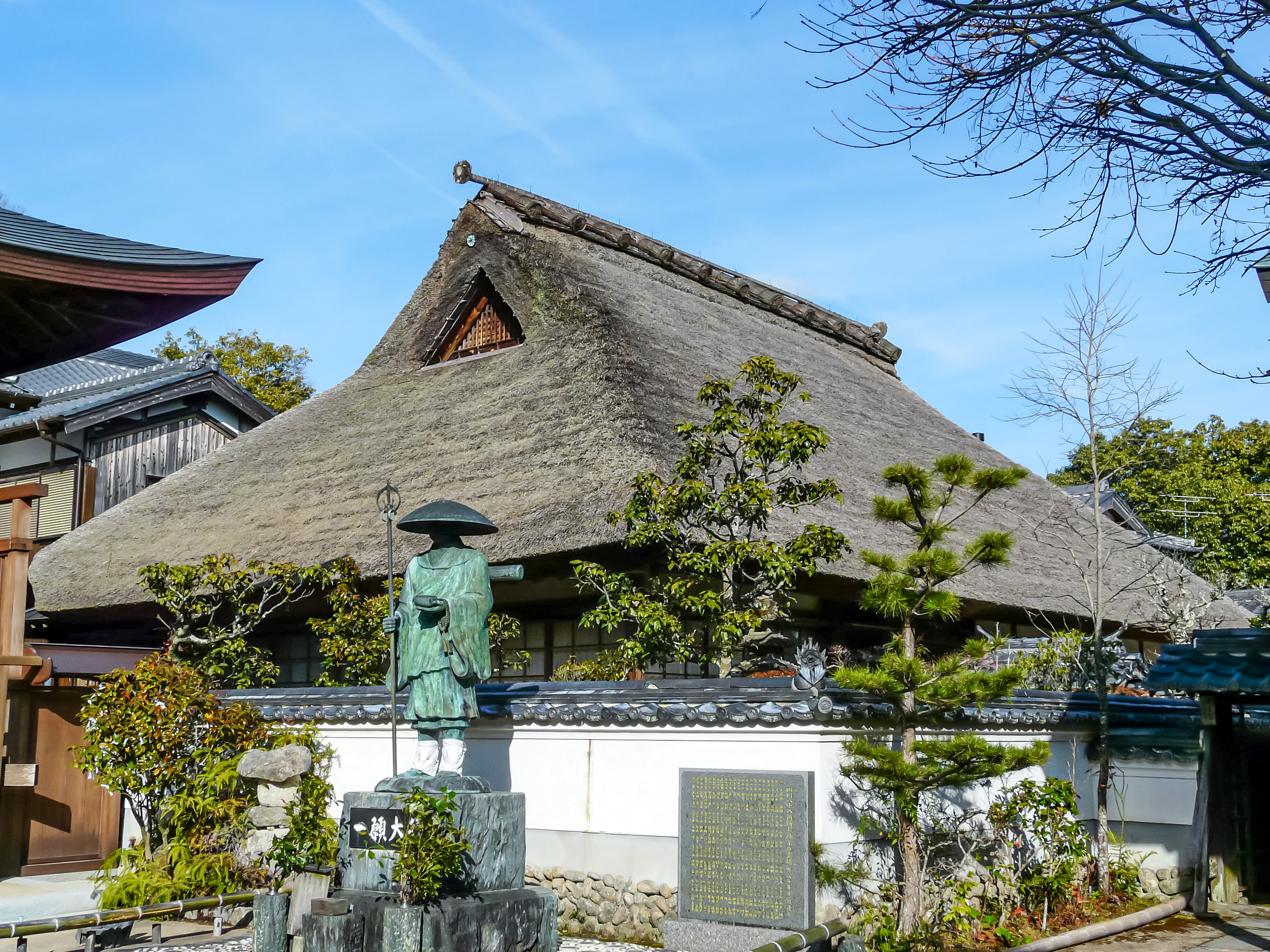
一願大師像と庫裏
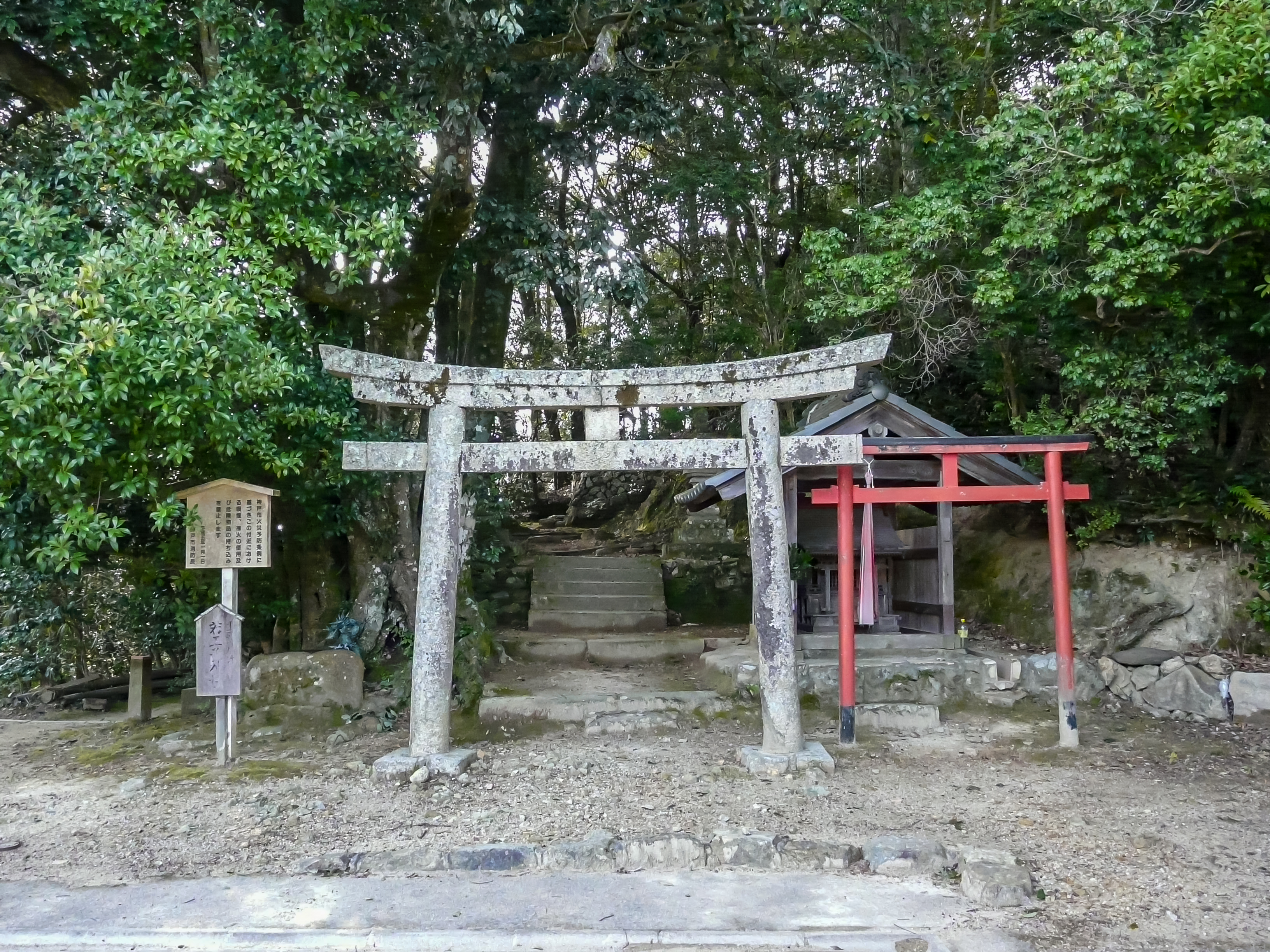
若王子神社への参道入り口鳥居
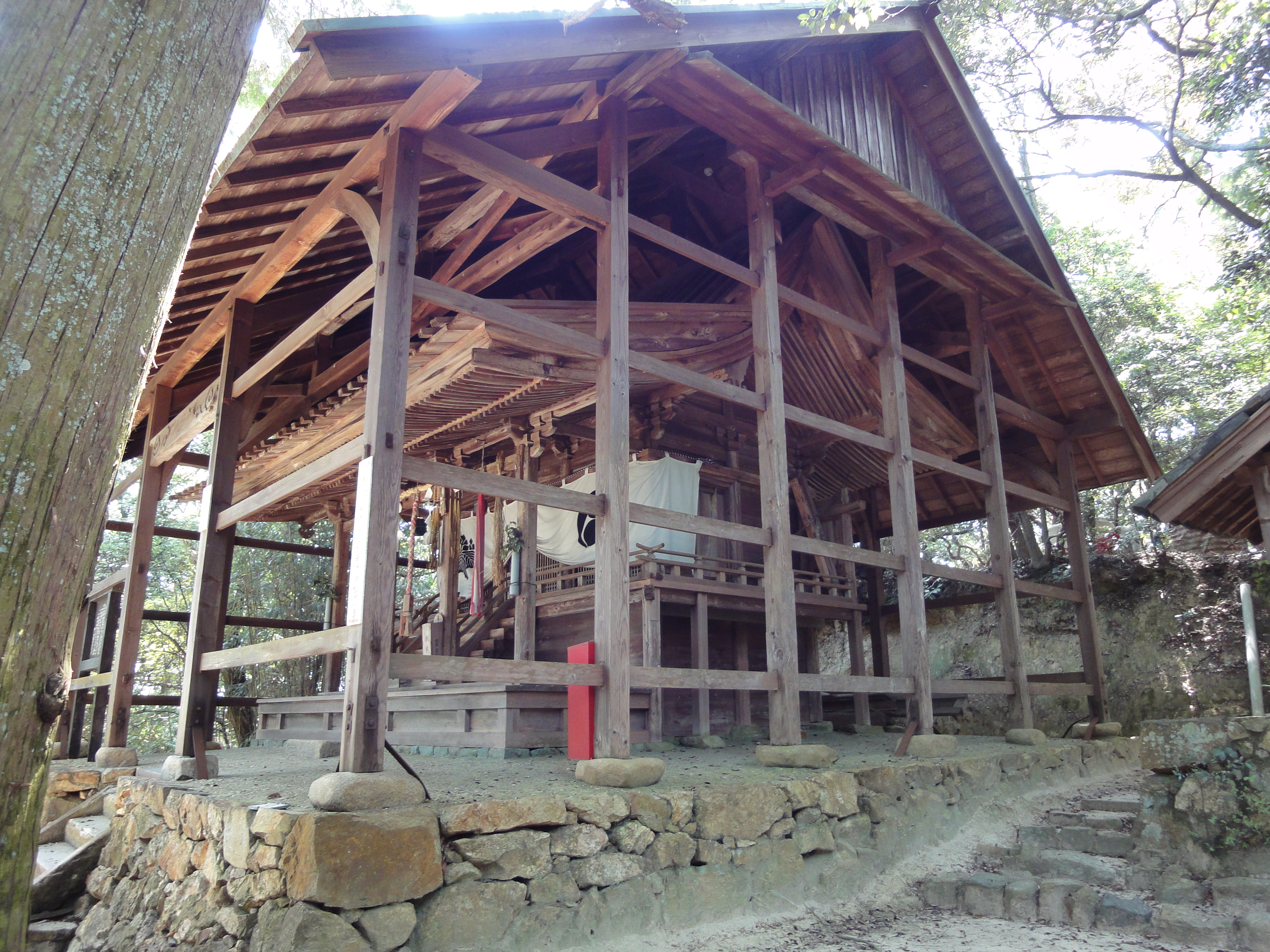
若王子神社本殿（重要文化財、覆屋内に建つ）

## 文化財

### 重要文化財
- 木造大日如来坐像・木造釈迦如来坐像・木造阿弥陀如来坐像 - 大日如来、釈迦如来は平安時代、阿弥陀如来は室町時代[1]。
- 木造不動明王坐像 - 平安時代[1]。
- 木造十一面観音立像 - 平安時代[1]。
- 若王子神社本殿 - 三間社流造板葺。屋根に堅板葺を残しているのは珍しく貴重である。現在は独立して所有者は若王子神社[2]である。

### 兵庫県指定有形文化財
- 木造阿弥陀如来坐像 - 平安時代[3]。

## 前後の札所
近畿三十六不動尊霊場
9 大龍寺　-　10 無動寺　-　11 鏑射寺
神戸十三仏霊場
11 須磨寺　-　12 無動寺　-　13 鏑射寺
摂津国三十三箇所
8 勝福寺　-　9 無動寺　-　10 鏑射寺